# キラキラ☆
キラキラ☆は、日本のエレクトロ女性歌手、Mizcaの1枚目のシングルである。

## 解説
- 本人が名義を本名からMizcaへ改めてからの直配信限定リリースのデジタルシングル「Robotics」の後に、本作は初のCDシングル、デビュー作となった。
- 楽曲のテーマは卒業。

## 収録曲
全曲作詞・作曲・編曲：pal@pop
1. キラキラ☆
  - 日本テレビ系「音楽戦士 MUSIC FIGHTER」2010年1月度POWER PLAY
2. United To The Sky 1.02
  - TBS系「飛び出せ!科学くん」エンディング・テーマ
3. Truly Lovely